# Белуджко национално движение
Белуджко национално движение (на урду: بلوچ نیشنل موومنٹ) е националистическа политическа организация на белуджите. Организацията членува в политическа коалиция Белуджки национален фронт.

## Председатели
- Гулам Мохамед Балоч (до април 2009)